# Joypad (Zeitschrift)
Joypad war eine französische Computerspielezeitschrift, wurde am 17. September 1991 von Giga Press erstmalig veröffentlicht und 2011 mit der 222 Ausgabe eingestellt.

## Geschichte
Im Juni 2007 unterzeichnete Joypad, damals noch von der französischen Tochtergesellschaft des englischen Verlags Future Publishing (inzwischen vom Konzern getrennt und umbenannt in Yellow Media), einen Kooperationsvertrag mit dem britischen Magazin Edge, das ebenfalls von Future herausgegeben wurde, und verteilte eine Beilage mit übersetzten Artikeln aus dem Edge-Magazin.
Im Februar 2007 starteten ehemalige Mitglieder der Joypad-Redaktion eine Videospiel-Website namens Gameblog.
Am 9. August 2011 wurde ein Insolvenzverfahren für den Verlag Yellow Media eröffnet und das Magazin im September 2011 nach 222 Ausgaben aus wirtschaftlichen Gründen eingestellt.